# Lars Arvidsson (konstnär)
Lars Olof Arvidsson, född 12 maj 1950 i Vadstena, är en svensk konstnär.

## Biografi
Arvidsson är utbildad vid Kungliga Tekniska Högskolan i arkitektur 1970–1972, vid Gerlesborgsskolan i Stockholm 1972–1974 samt vid Valands Konsthögskola 1977–1982. Han bedrev också studier för Staffan Hallström 1977–1982.
Arvidsson arbetar med både måleri och grafik men har också gjort scenografi till dansföreställningar samt offentliga utsmyckningar. Han har haft ett stort antal separatutställningar runt om i Sverige och finns representerad på Norrköpings museum, Statens Konstråd och ett flertal landsting och kommuner.
Han är medlem i Åkerbokonstnärerna.